# Kuchenbäume
Die Kuchenbäume (Cercidiphyllum), auch Katsurabäume oder Judasblattbäume genannt, sind die einzige Pflanzengattung der Familie der Cercidiphyllaceae innerhalb der Ordnung der Steinbrechartigen (Saxifragales). Der deutsche Trivialname Kuchenbäume rührt daher, dass abgefallene, welke Blätter einen ausgeprägten Duft nach (Leb-)Kuchen entwickeln. Sie werden als Zierpflanze und Holzlieferant genutzt.

## Beschreibung

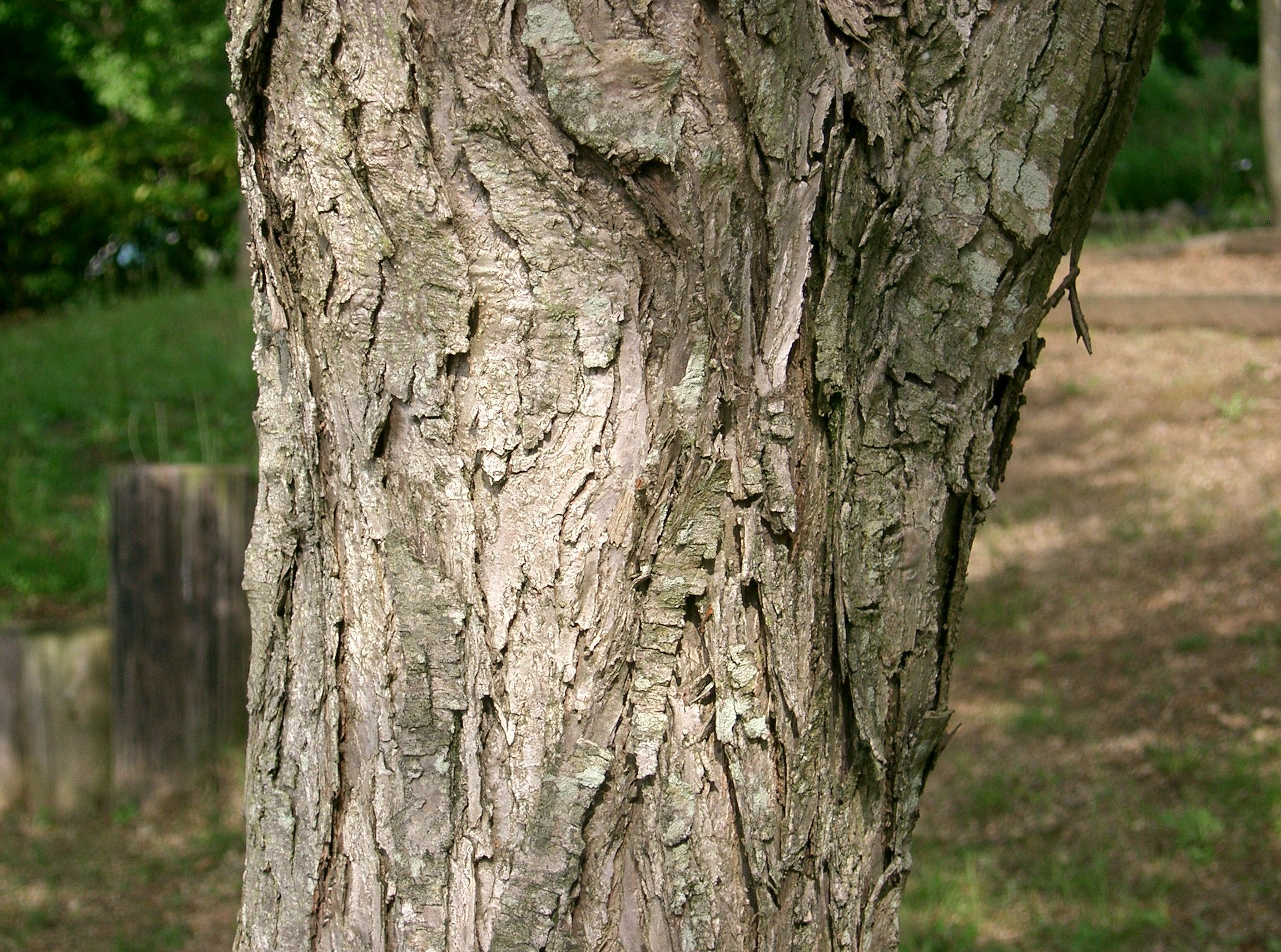
Borke des Japanischen Kuchenbaums (Cercidiphyllum japonicum)

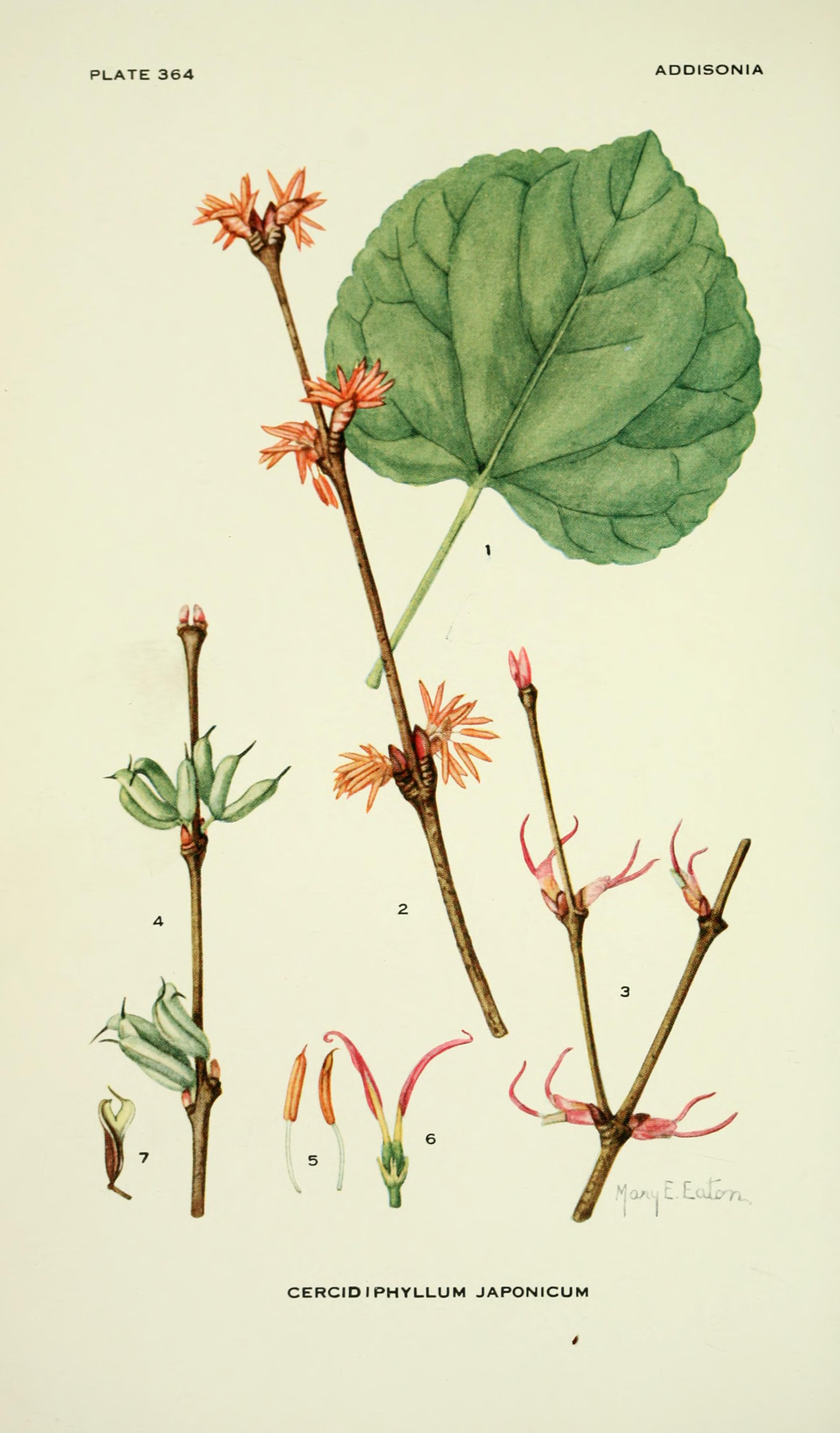
Illustration aus Addisonia - colored illustrations and popular descriptions of plants des Japanischen Kuchenbaums (Cercidiphyllum japonicum)

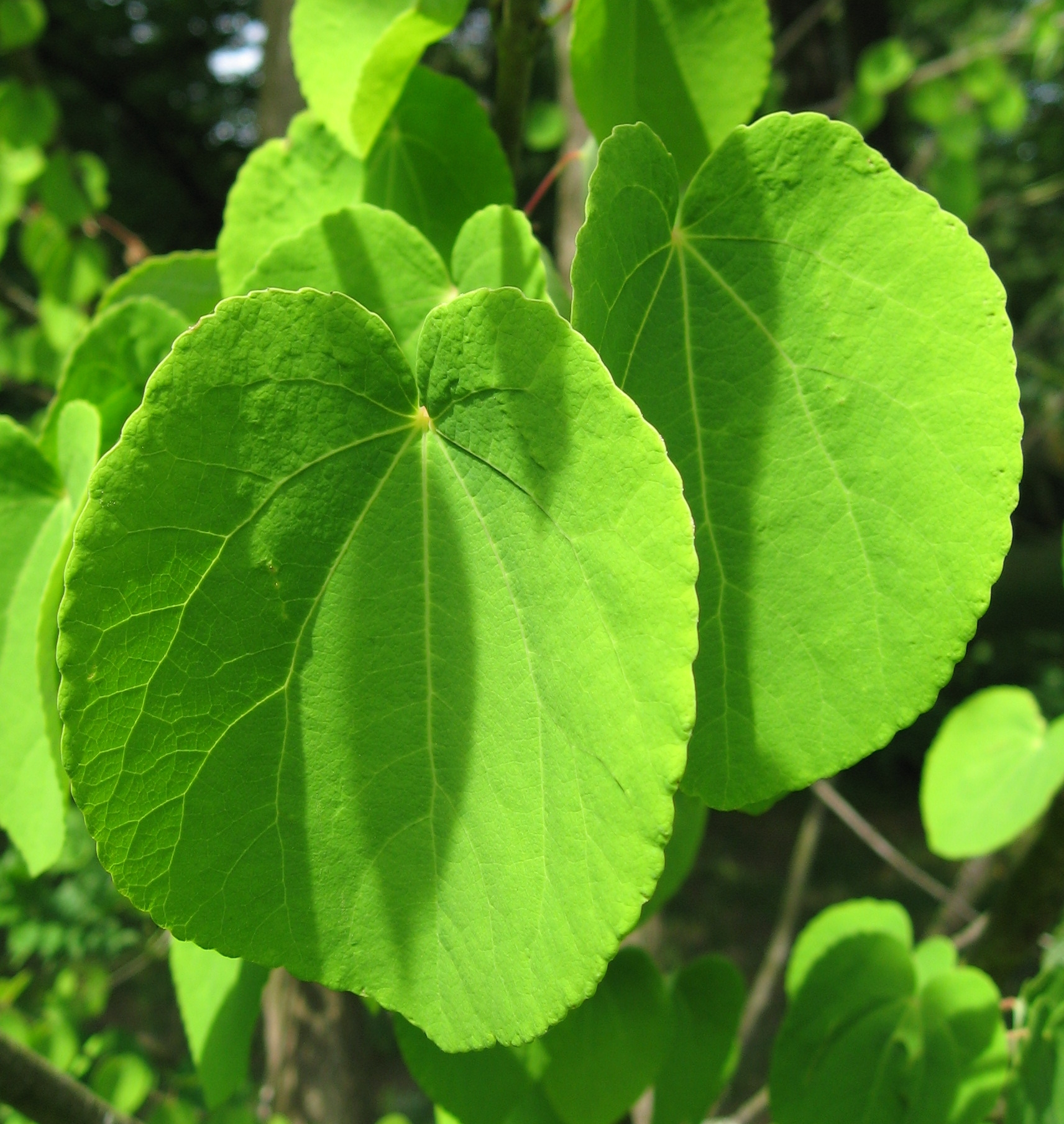
Laubblätter des Japanischen Kuchenbaums (Cercidiphyllum japonicum)

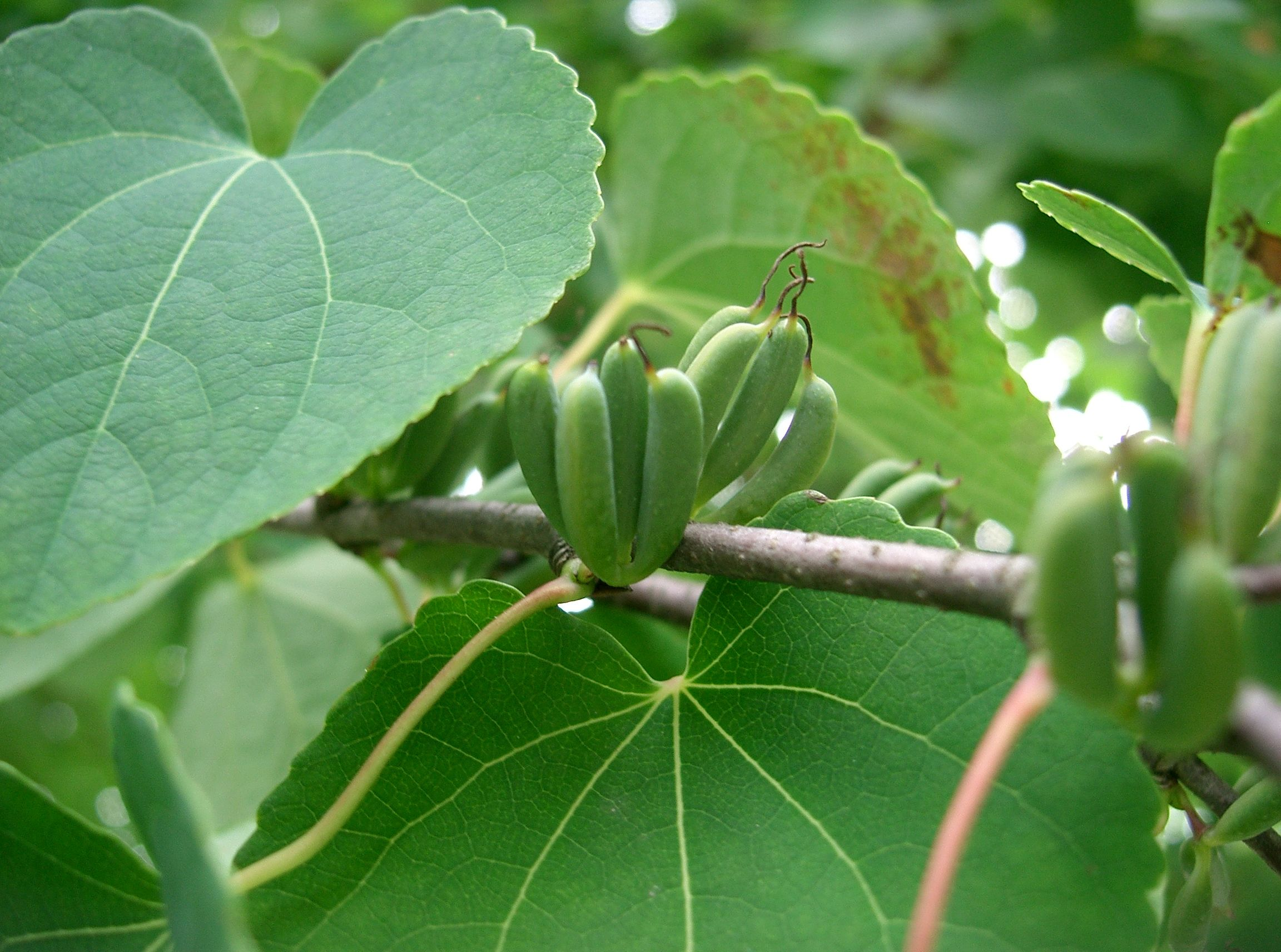
Junge Balgfrüchte des Japanischen Kuchenbaums (Cercidiphyllum japonicum)

### Erscheinungsbild und Laubblätter
Cercidiphyllum-Arten sind laubwerfende, schnell wachsende Bäume, die Wuchshöhen von bis zu 30 Meter, manchmal auch bis zu 45 Meter erreichen. Das Sekundäre Dickenwachstum erfolgt von einem konventionellen Kambiumring ausgehend. Es werden vegetative Langtriebe und generative Kurztriebe gebildet. Die Siebröhrenplastiden sind vom S-Typ.
Die gegenständig oder selten wechselständig an den Langtrieben angeordneten Laubblätter sind in Blattstiel und Blattspreite gegliedert. Die Kurztriebe besitzen nur ein Blatt. Die einfache, dimorphe Blattspreite ist elliptisch bis breit-eiförmig oder herz- bis nierenförmig und besitzt eine handförmige Nervatur. Der Blattrand ist ganz bis feingesägt oder gekerbt. Die Stomata sind anomocytisch. Im Herbst verfärbt sich das Laub intensiv. Die Nebenblätter sind früh hinfällig.

### Duft
Wenn Cercidiphyllum-Blätter verwelken, geben sie einen karamellartigen Duft ab. Der Geruch wird von der Verbindung aus Maltol und einem Zucker in den Blättern verursacht.

### Blütenstände und Blüten
Vor dem Laubaustrieb werden die bündeligen Blütenstände an Kurztrieben in den gemeinsamen Blattknoten gebildet. Die Kuchenbäume sind meistens zweihäusig getrenntgeschlechtig (diözisch), es gibt also weibliche und männliche Bäume. Die männlichen Blütenstände sind nur sehr kurz und enthalten mehrere Blüten. Die weiblichen Blütenstände sind kurz gestielt und enthalten meist zwei bis sechs, selten bis zu acht Blüten. Die Blütenstände stehen jeweils über Deckblättern.
Die Blüten besitzen keine Blütenhüllblätter. Die männlichen Blüten enthalten meist sieben bis dreizehn Staubblätter. Die weiblichen Blüten enthalten nur ein oberständiges Fruchtblatt mit 15 bis 30 Samenanlagen in zwei Reihen. Die zweizelligen Pollenkörner besitzen drei Aperturen und sind schwach colpat. Der Griffel endet in einer langen Narbe.
Die Bestäubung erfolgt durch Wind (Anemophilie).

### Früchte und Samen
Die Balgfrüchte stehen bündelig zusammen. Die geflügelten, flachen Samen besitzen ölhaltiges Endosperm und einen großen, gut ausgebildeten, chlorophylllosen Embryo mit zwei Keimblättern (Kotyledonen).

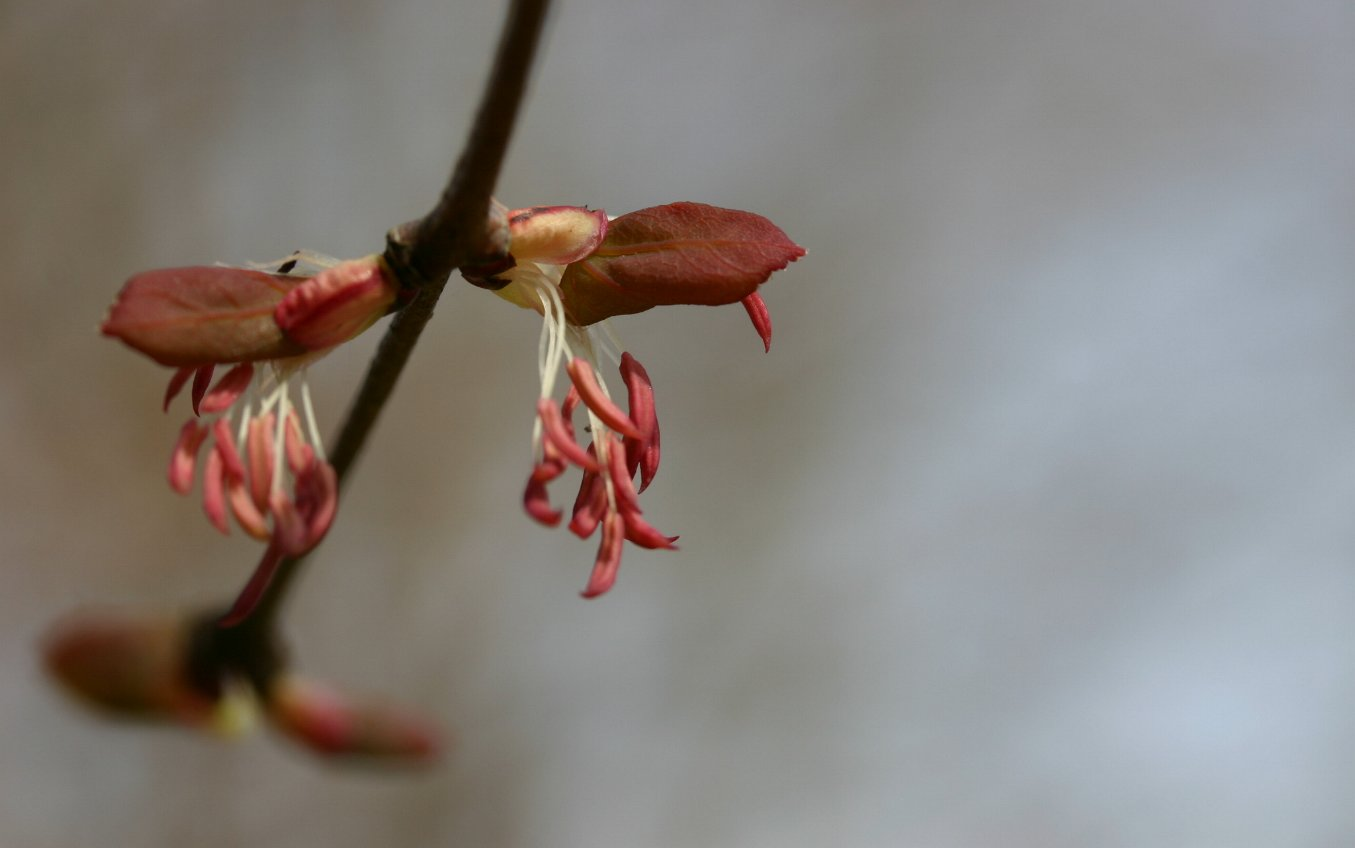
Männliche Blüten von Cercidiphyllum magnificum
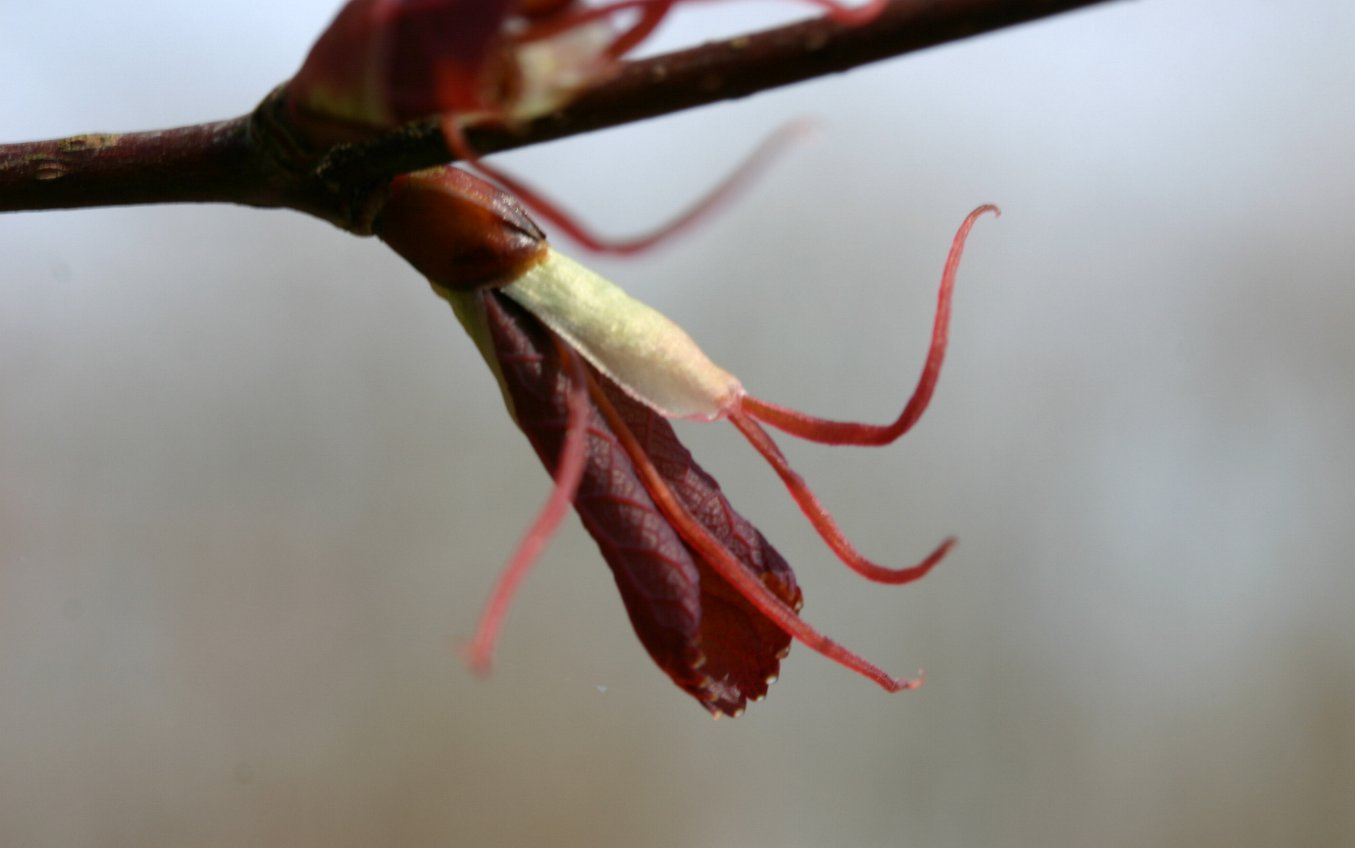
Weibliche Blüten von Cercidiphyllum magnificum
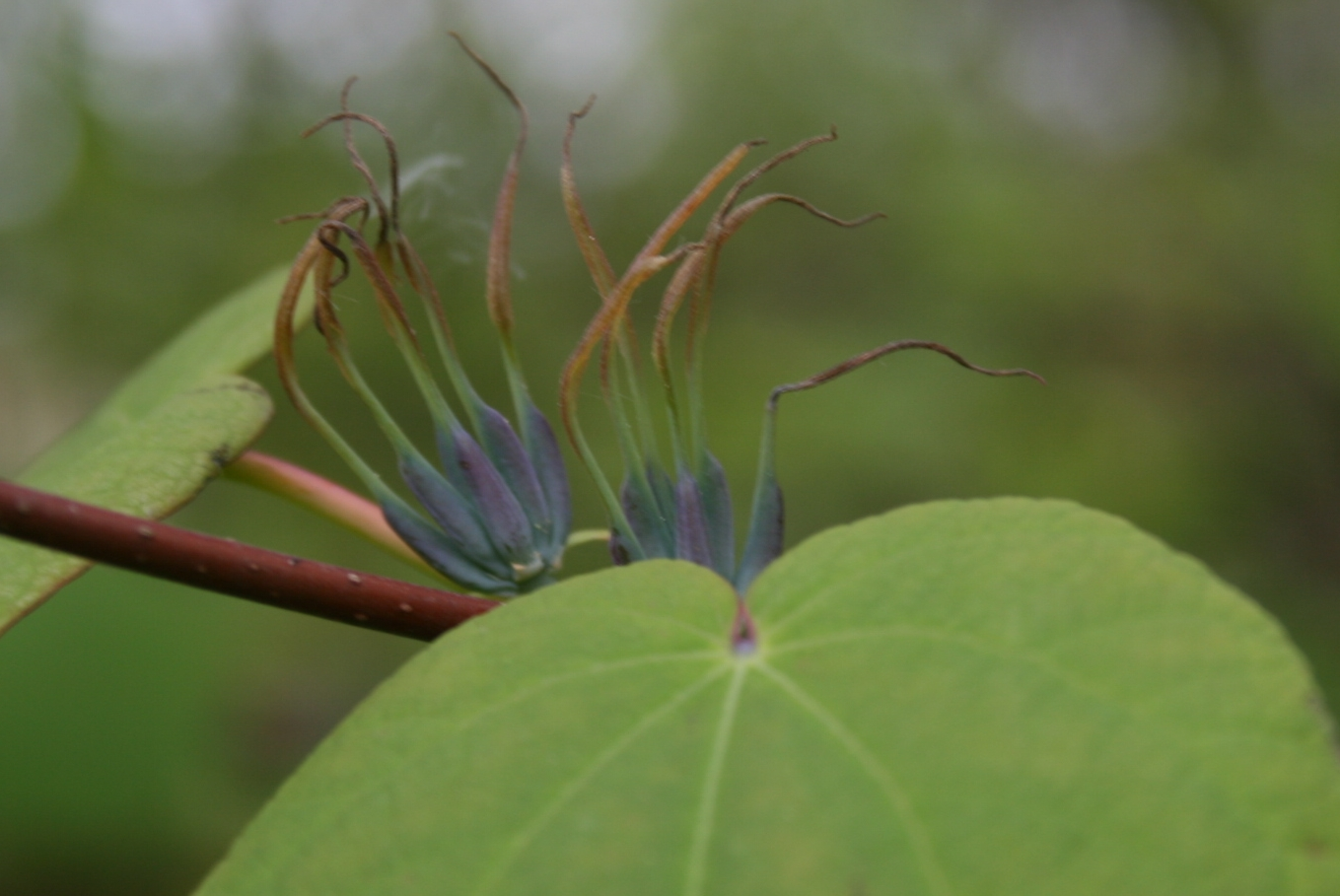
Reifende Früchte von Cercidiphyllum magnificum

### Chromosomenzahl
Die Chromosomenzahl beträgt n = 19.

### Inhaltsstoffe
Es werden Calciumoxalat-Kristalle akkumuliert, manchmal in Drusen. Sie enthalten Cyanidin, Ellagsäure und an Flavonolen Kaempferol und Quercetin.

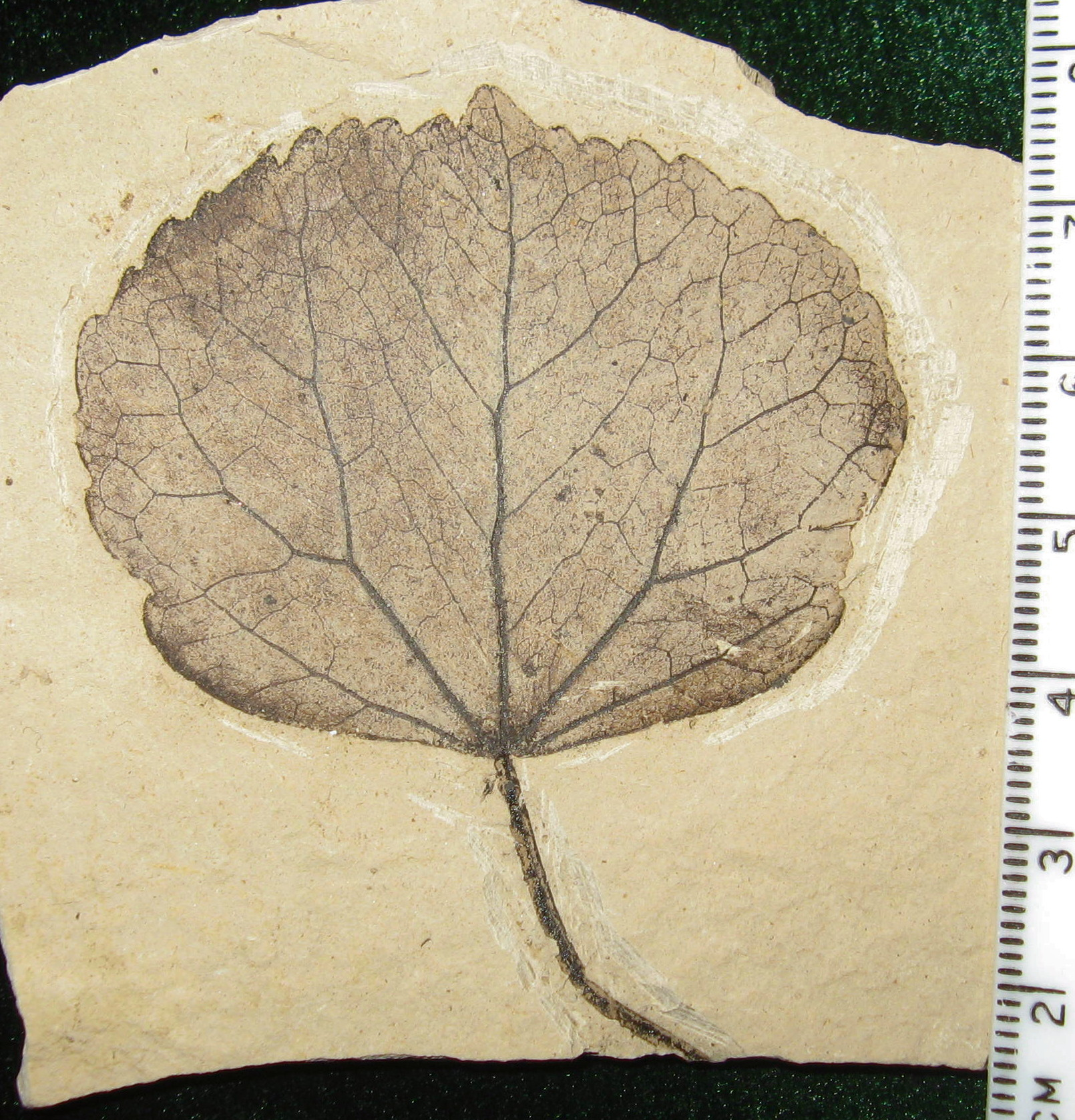
Fossiles Blatt von Cercidiphyllum obtritum aus der „Klondike Mountain Formation“ in Ferry County, Washington, USA aus dem Ypresium des Eozän, etwa 49 Millionen Jahre alt

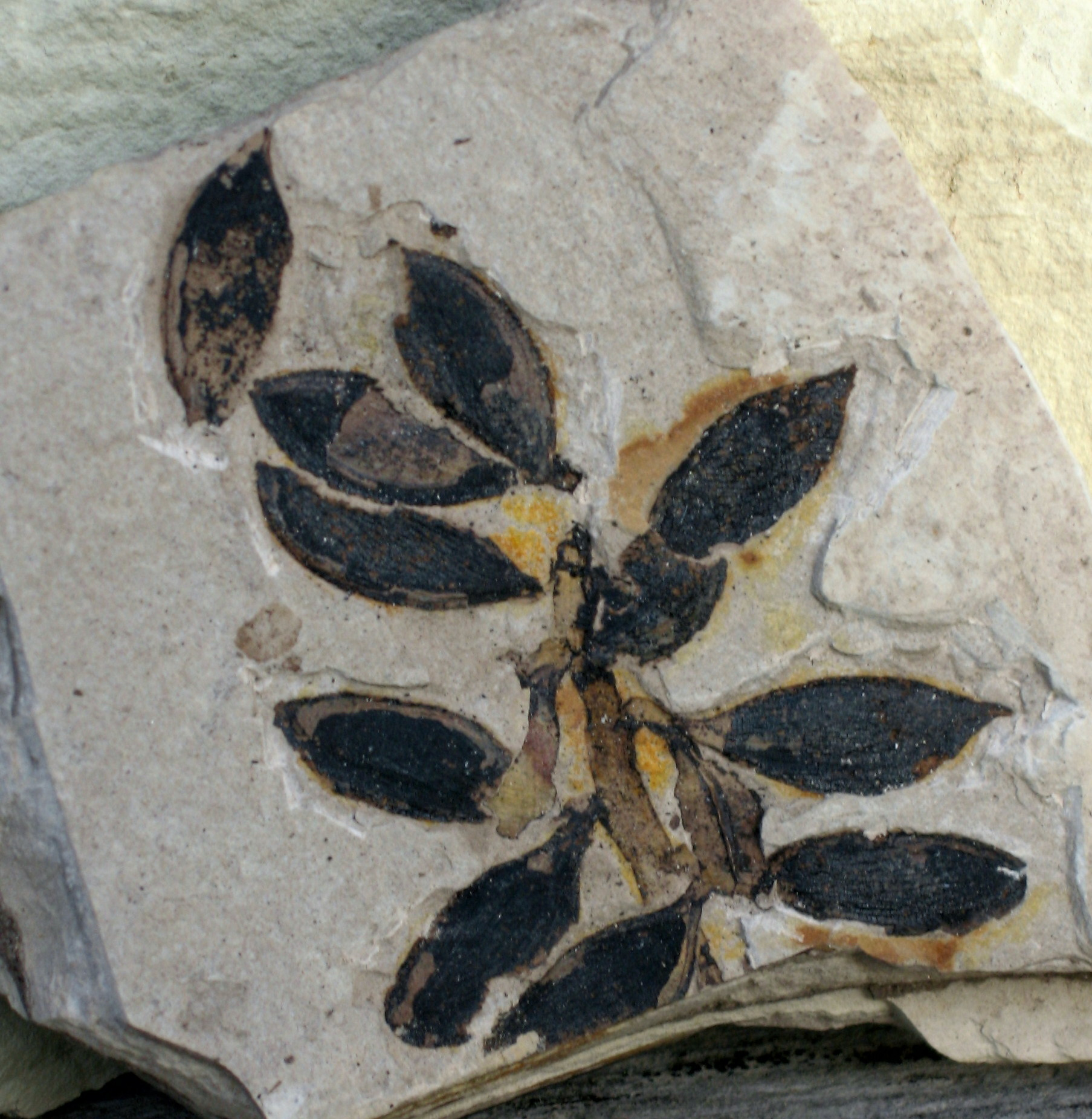
Fossile Früchte aus der gleichen Formation wie das oben abgebildete Blatt

## Systematik, Evolution und Verbreitung
Die Gattung Cercidiphyllum ist wie die Gattungen Metasequoia und Ginkgo ein lebendes Fossil. Es ist eine sehr alte Gattung, die nur noch mit zwei Arten mit disjunkten Arealen in Asien bis heute überlebt hat. Sie besitzen kleine Areale in China, Taiwan, Korea und Japan. Die Gattung war Bestandteil einer „Tertiären China-Japan-Flora“. Verwandte Arten gab es im Tertiär auch in Europa und Nordamerika (Holarktis). Fossilien der Familie sind bekannt aus dem Paläozän und Eozän. Cercidiphyllum crenatum (Unger) R.W. Brown und Cercidiphyllum obtritum (Dawson) Wolfe & Wehr sind zum Beispiel ausgestorbene Arten, deren Blätter als Fossilien gefunden werden, und deren Pollen man bei Pollenanalysen aus dem Tertiär finden kann. Die natürlichen Vorkommen der beiden rezenten Arten liegen in gemäßigten Gebieten.
Der Familienname Cercidiphyllaceae wurde 1907 von Adolf Engler in Syllabus der Vorlesungen über Specielle und Medicinisch-pharmaceutische Botanik, S. 126 veröffentlicht. Die Erstbeschreibung der Typusgattung Cercidiphyllum erfolgte 1846 durch Philipp Franz von Siebold & Joseph Gerhard Zuccarini in Abhandlungen der Mathematisch-Physikalischen Classe der Königlich Bayerischen Akademie der Wissenschaften, Band 4, 3, S. 238. Typusart ist Cercidiphyllum japonicum Siebold & Zucc. Den botanischen Gattungsnamen Cercidiphyllum erhielten sie, weil die Blätter denen der Judasbäume (Cercis) sehr ähnlich sehen.
Die Familie Cercidiphyllaceae wurde früher den Ordnungen Hamamelidales Wettstein und Fagales Engl. zugeordnet. Molekulargenetische Untersuchungen zeigen, dass sie zur Ordnung der Saxifragales gehört. Die verholzenden Taxa Cercidiphyllaceae, Paeoniaceae, Altingiaceae, Hamamelidaceae und Daphniphyllaceae bilden eine gesicherte Klade.
Es gibt nur zwei Arten in der Gattung Cercidiphyllum und damit in der Familie der Cercidiphyllaceae:
- Japanischer Kuchenbaum, Japanischer Katsurabaum oder Lebkuchenbaum (Cercidiphyllum japonicum Siebold & Zucc. ex J.J.Hoffm. & J.H.Schult.bis): Die Heimat ist China, Taiwan, Korea und Japan.[4]
- Pracht-Kuchenbaum, auch Großartiger Kuchenbaum oder Großer Katsurabaum (Cercidiphyllum magnificum (Nakai) Nakai).[4] Die Heimat ist das nördliche und zentrale Honshū.[4] Er ist viel kleiner und die Blätter sind breiter und mehr herzförmig, die Borke ist erst im Alter rissig und die größeren Samen haben zwei Flügel.

Auch sind verschiedene Kultivare bekannt.

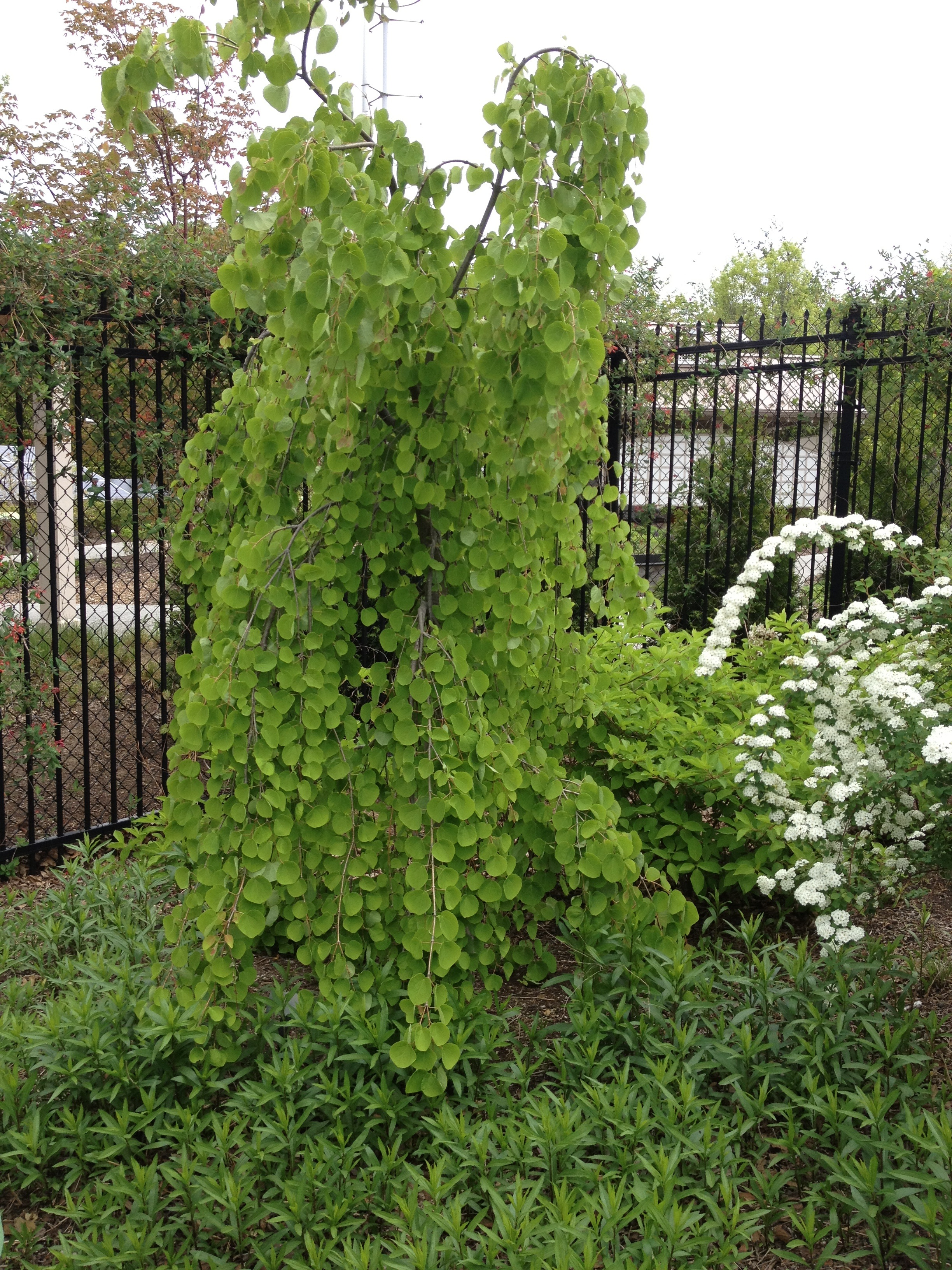
Trauerform des Japanischen Kuchenbaums (Cercidiphyllum japonicum ‚Pendulum‘)

## Nutzung
Die Kuchenbäume bilden ein hartes, helles Holz, das ein wertvolles Material für Furniere darstellt.
Besonders einige Sorten von Cercidiphyllum japonicum werden in den Gemäßigten Zonen der Welt in Gärten und Parks als Ziergehölz angepflanzt. In gärtnerischer Kultur wurden Sorten mit unterschiedlichen Wuchsformen, beispielsweise mit hängenden Ästen und roten Blättern, ausgelesen.
Die Bäume sind in Mitteleuropa gut winterhart. Sie mögen keine trockenen Böden. Die Herbstfärbung ist besonders schön auf sauren Böden.

## Astronym
Der Asteroid (8857) Cercidiphyllum wurde am 2. April 1999 nach den Cercidiphyllaceae benannt.